# Cezary Stefańczyk
Cezary Stefańczyk (ur. 21 lutego 1984 w Radomsku) – polski piłkarz występujący na pozycji obrońcy w polskim klubie KS Warta Działoszyn, który uczestniczy w rozgrywkach 3 grupy Sieradzkiej klasy okręgowej. W swojej karierze grał także w takich zespołach jak Omega Kleszczów, Warta Działoszyn, HEKO Czermno, KSZO Ostrowiec Świętokrzyski, Concordia Piotrków Trybunalski, ŁKS Łomża, Pelikan Łowicz, Zawisza Bydgoszcz, ŁKS Łódź, Bogdanka Łęczna oraz Wisła Płock. W 2025 roku dołączył do Piast Gmina Lgota Wielka, która uczestniczy w rozgrywkach "A" klasy Łódzkiego ZPN.